# Desenvolvimento humano

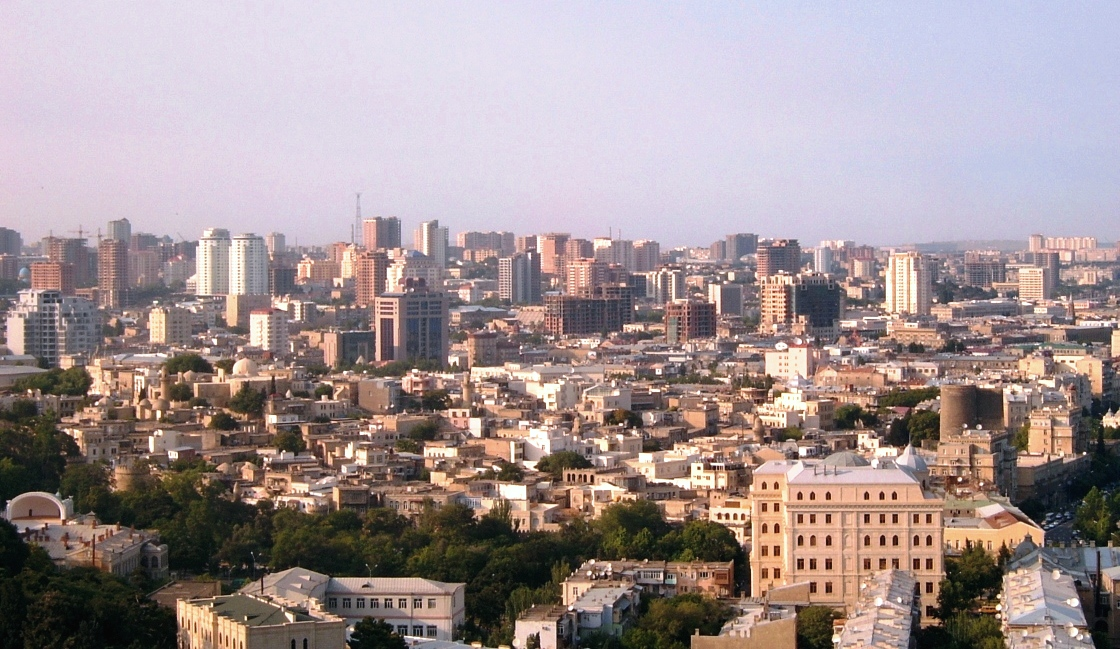
O desafio do desenvolvimento humano sustentável: em 2008, 50% da população mundial vivia em áreas urbanas e 50% nas áreas rurais. Desde então, aumenta a taxa de urbanização. De acordo com o Fundo de População das Nações Unidas, o aumento da população urbana é devido ao empobrecimento do meio rural, que levou à migração da população rural para as cidades e subúrbios, criando grandes bolsões de pobreza e subdesenvolvimento. Na foto, o desenvolvimento urbano em Bacu.

O desenvolvimento humano, de acordo com o Programa das Nações Unidas para o Desenvolvimento (PNUD), é aquele que situa as pessoas no centro do desenvolvimento, promovendo a realização do seu potencial, o aumento de suas possibilidades e o desfrute da liberdade de viver a vida que elas desejam. Uma das publicações mais importantes sobre o desenvolvimento humano é o Relatório sobre o Desenvolvimento Humano , do United Nations Development Programme. O PNUD desenvolve vários importantes indicadores, tais como o Índice de Desenvolvimento Humano Ajustado à Desigualdade , (IDHAD), o Índice de Desigualdade de Género (GII),  o Índice de Pobreza Multidimensional e o Índice de Desenvolvimento Humano ajustado às Pressões Planetárias (PHDI). 
O Índice de Desenvolvimento Humano Ajustado à Desigualdade é utilizado pelas Nações Unidas como forma de medir os progressos efectivos em matéria de desenvolvimento humano. Trata-se de uma abordagem alternativa à focalização única no crescimento económico, mais centrada na justiça social, como forma de compreender o progresso.

## História
O conceito de desenvolvimento humano foi cunhado pela primeira vez por Amartya Sen, laureado com o Prémio Nobel de 1998, e expandido por Martha Nussbaum, Sabina Alkire, Ingrid Robeyns e outros. O desenvolvimento preocupa-se em expandir as escolhas das pessoas, para que valorizem as suas vidas, e em melhorar a condição humana para que as pessoas tenham a capacidade de as dirigir. Desta forma, o desenvolvimento humano envolve muito mais do que o crescimento económico, que é apenas uma forma de aumentar as escolhas das pessoas. Fundamental para expandir estas escolhas é promover as capacidades humanas, ou seja, o conjunto de coisas que as pessoas podem fazer ou ser na vida. As capacidades são "as liberdades substantivas de que [uma pessoa] desfruta ao levar uma vida que valoriza. O desenvolvimento humano dispersa a concentração da distribuição de bens e serviços de que as pessoas desfavorecidas necessitam e concentra as suas ideias nas escolhas humanas. Investir nas pessoas possibilita o crescimento e capacita-as para seguir muitos caminhos diferentes na vida, desenvolvendo assim as capacidades humanas. As capacidades mais básicas para o desenvolvimento humano são: viver vidas longas e saudáveis, adquirir conhecimentos (por exemplo, ser educado), ter acesso aos recursos e serviços sociais necessários para um nível de vida decente e ser capaz de participar na vida da comunidade. Sem isso, muitas opções simplesmente não estão disponíveis e muitas oportunidades na vida permanecem inacessíveis. Uma ilustração abstrata da capacidade humana é uma bicicleta. A bicicleta em si é um meio de transporte. Se a pessoa que possui a bicicleta não a conseguir pedalar (por falta de equilíbrio ou de conhecimento), a bicicleta torna-se inútil como meio de transporte para essa pessoa e perde a sua função. Se, no entanto, uma pessoa possui uma bicicleta e Com a capacidade de andar nela, tem agora a possibilidade de ir a casa de um amigo, a uma loja local ou a uma grande variedade de locais. Esta capacidade (provavelmente) aumentará a qualidade de vida dessa pessoa e expandirá as suas opções. Uma pessoa precisa, portanto, tanto de recursos como da capacidade de os utilizar para exercer as suas capacidades. Este é um exemplo de como diferentes recursos e/ou competências podem contribuir para a capacidade humana. Esta forma de considerar o desenvolvimento, muitas vezes esquecida na preocupação imediata com a acumulação de produtos e riqueza financeira, não é nova. Há muito que os filósofos, economistas e líderes políticos enfatizam o bem-estar humano como o propósito final ou mesmo o objectivo final do desenvolvimento. Como dizia Aristóteles na Grécia Antiga, “a riqueza não é o bem que procuramos, é simplesmente necessária para alcançar o bem maior: a felicidade”.
”.
O conceito de desenvolvimento humano, como bem sublinhou Amartya Sen, tem as suas origens no pensamento clássico e, em particular, nas ideias de Aristóteles, que acreditava que alcançar a plenitude do florescimento das capacidades humanas é o sentido e fim de todo desenvolvimento. O conceito de desenvolvimento humano tornou-se um conceito paralelo à noção de desenvolvimento econômico, embora o primeiro seja mais amplo, pois, ademais de considerar os aspectos relativos à economia e os ingressos, integra aspectos como a qualidade de vida, bem-estar individual e social e felicidade, inspirado no artigo 22 e seguintes da Declaração Universal dos Direitos Humanos de 1948. 
O desenvolvimento humano é o processo pelo qual uma sociedade melhora a vida dos seus cidadãos através do aumento dos bens com os quais podem satisfazer as necessidades básicas e complementares de todos, e a criação de um entorno que respeite os direitos humanos. Também é considerado como a quantidade de opções que tem um ser humano no seu próprio meio de ser e/ou fazer o que deseja ser e/ou fazer. O desenvolvimento humano pode ser definido como uma forma de medir a qualidade da vida humana no meio em que se vive, sendo uma variável chave para a classificação de um país ou região.
Em um sentido genérico, o desenvolvimento humano é a aquisição por parte dos indivíduos, comunidades e instituições a capacidade de participar efetivamente na construção de uma sociedade próspera tanto num sentido material como imaterial (espiritual, relacional, individual, etc.).
O desenvolvimento humano, de acordo com o Programa das Nações Unidas para o Desenvolvimento, integra aspectos de desenvolvimento relativos ao desenvolvimento social, o desenvolvimento econômico (incluindo o desenvolvimento local e rural) e o desenvolvimento sustentável.
Também pode-se dizer que o desenvolvimento humano implica satisfazer às necessidades identificadas por Abraham Maslow na denominada pirâmide de Maslow.

## Índice de Desenvolvimento Humano - IDH
O índice de desenvolvimento humano (IDH) é uma medida de desenvolvimento humano do país. Este índice é elaborado pelo Programa das Nações Unidas para o Desenvolvimento (PNUD). O IDH é um indicador social estatístico composto por três parâmetros:
- Vida longa e saudável (medida pela esperança de vida ao nascer).
- Educação (medida pela taxa de alfabetização de adultos e taxa de escolarização bruta combinada do ensino primário, secundário e superior, bem como os anos de escolaridade obrigatória).
- Nível de vida (medido pelo PIB per capita com paridade do poder de compra em dólar dos Estados Unidos).

## Índice de pobreza multidimensional - IPM
Desde 2010, o novo índice de pobreza multidimensional (WPI ou MPI, Multidimensional Poverty Index-) suplanta aos índices de pobreza humana IPH e IPH-1/IPH-2:
- IPH - Índice de pobreza humana
  - IPH 1 - Índice de Pobreza Humana para os países em desenvolvimento (IPH-1, elaborado a partir de 1998)
  - IPH 2 - Índice de Pobreza Humana para os países da OCDE selecionados (IPH-2, elaborado a partir de 1998)

## Outros índices de desenvolvimento e pobreza
Além do índice de desenvolvimento humano direto (IDH) e, desde 2010, do novo índice de pobreza multidimensional (IPM ou MPI), existem outros índices relativos à pobreza e ao desenvolvimento:
- Índice de desenvolvimento humano relativo ao género (IDG, elaborado a partir de 1996).
- Índice de potenciação de género (IPG, elaborado a partir de 1996).
- Índice de privação material ou Indicador de privação material - Aplicado na Grã-Bretanha em 2010, que inclui o cálculo de pobreza no ingresso e o cálculo da privação material.

## Índices de desenvolvimento humano para todas as idades

### Índices para medir a distribuição de renda
Para medir a distribuição uniforme de renda entre todos os indivíduos de um determinado país, há alguns indicadores econômicos alternativos ao criticado (entre outros por Simon Kuznets), embora ainda amplamente utilizados com um único parâmetro, o PIB per capita ou rendimento per capita (que é um dos parâmetros do IDH):
- Coeficiente de Gini
- Índice de Atkinson

## Veja Também
- Homeostase do desenvolvimento